# Kōsuke Matsūra
Kōsuke Matsūra (松浦 孝亮?, Matsūra Kōsuke; Aichi, 4 settembre 1979) è un pilota automobilistico giapponese.